# Пукасква (національний парк)
Національний парк Пукасква (англ. Pukaskwa National Park, фр. Parc national de Pukaskwa) — національний парк Канади, заснований у 1978 році в провінції Онтаріо.  Гора Тіп-Топ (англ. Tip Top Mountain) у парку — 640 м над рівнем моря.
Парк площею 1 878 км²  — Парк розташований над Верхнім озером.  
Немає згоди щодо перекладу назви «Пукасква»; варіанти: «чистити рибу», «їдоки риби», «щось лукаве» або «безпечна гавань».
Предки оджибвеїв та перші жителі парку викопували «ями Пукаскви» (англ. Pukaskwa Pits). Довжина ями 1 до 2 м; 0,5 до 1 м глибини: копали між 8 000 до н.е. по 1 600 н.е.
У парку водяться: північні олені, лосі, канадські рисі, вовки й барибали.
До шостьох річок парку відносяться:
- річка Пукасква (англ. Pukaskwa River)
- річка Каскейд «невеликий водоспад» (англ. Cascade River)
- річка Норт-Свалов «Північна Ластівка» (англ. North Swallow River)
- річка Свалов «Ластівка» (англ. Swallow River)
- річка Вайт «Біла» (англ. White River)
- річка Вилов «Верба»(англ. Willow River)

## Посилання

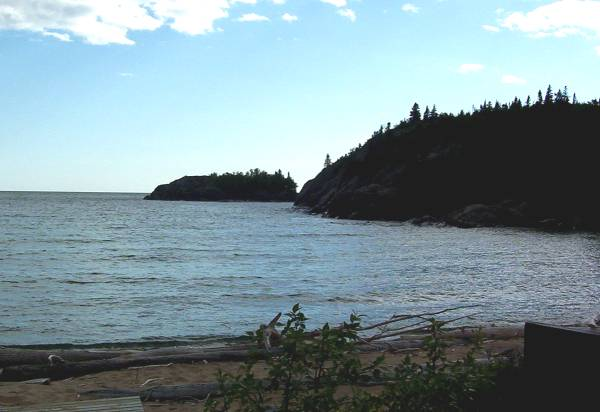
Горсшу-Бей або затока Підкова